# 秋冬
「秋冬」（しゅうとう）は、中山丈二の作詞、堀江童子の作曲による楽曲。中山の遺作にあたる。

## 概要
1980年6月、銀座を中心に弾き語りをしていた中山丈二が愛用のギターと1本のデモテープを残し、36歳の若さで逝去した。そのデモテープに入っていた曲が「秋冬」である。当時、親交のあった関口宏、峰岸徹、カルーセル麻紀らが協力しあい、自主制作で「秋冬」のレコードを400枚製作し、それが密かに聴き続けられてきた。
その後、この曲は銀座、赤坂、六本木などで静かなブームとなっていた。『アフタヌーンショー』や『3時にあいましょう』などでも紹介された。
1983年、橘美喜のシングルリリースをきっかけとした「秋冬」ブームが起き、1984年頃にかけて数名の歌手によって競作された。その際、「中山本人の歌っているものが聴きたい」とRIV.STAR RECORDSに要望があったため、オリジナル版も発売された。デモテープ音源から声だけを取り出し、新たな演奏と組み合わせる手法により制作された。 
1984年、高田みづえは『第35回NHK紅白歌合戦』にこの楽曲で5年連続、7回目の出場を果たしたが、翌1985年6月に芸能界を引退したため、これが最後の紅白出演となった。

## 中山丈二のシングル収録曲
1980年盤
- 上述の自主制作による追悼盤

1. 秋冬　作詞:中山丈二、作曲:堀江童子

1983年盤（RIV.STAR RECORDS:7RC-0017）
- 両曲とも、作詞:中山丈二、作曲:堀江童子、編曲:竜崎孝路

1. 秋冬（3:46）
2. 秋冬カラオケ（3:46）
3. ‘’‘’桜坂

## カバー

### 1983年から1984年の競作
- 橘美喜
1983年のシングル（編曲:Pecker）、c/w「秋冬Ⅱ」（同曲スローバージョン）[3]
- 原大輔
1983年のシングル（編曲:竜崎孝路　※中山丈二とは別アレンジ）、c/w「恋唄遊び」
1984年のアルバム『秋冬』に収録
- 小田陽子
1983年のシングル（編曲:矢野立美）、c/w「ジェラシーはDameよ」
- 三ツ木清隆
1983年のシングル（編曲:石田勝範）、c/w「倖せづかれ」
1984年のアルバム『秋冬 - 女情歌』に収録
- 堀江童子　※作曲者によるセルフ・カバー
1983年のシングル（編曲:馬飼野俊一）、c/w「傘はじゃま」
- 高田みづえ
1984年のシングル（編曲:若草恵）、c/w「北へ[4]」
1984年のアルバム『秋冬～季節めぐり』に収録
- やしきたかじん
1984年　※カセット・テープのみの発売
2014年のアルバム『たかじん やっぱ好きやねん -シングル・コレクション-』に収録
- ロス・プリモス
1984年のシングル、c/w「別れるのになぜ」
- 村上幸子
1984年のアルバム『酒場すずめ』に収録
- ラブ・サントス
1984年のシングル（編曲:佐伯亮）、「おんな虫」c/wに収録

### その他にカバーした歌手
- テレサ・テン
- 中条きよし
- ニック・ニューサー
- 永井裕子（編曲:桜庭伸幸）
- 藤原浩
- 井上由美子
- 渥美二郎